# (9554) Dumont
(9554) Dumont  es un asteroide perteneciente al cinturón interior de asteroides, región del sistema solar que se encuentra entre las órbitas de Marte y Júpiter.
Fue descubierto el 13 de diciembre de 1985 por Robert Chemin desde el Observatorio de Caussols.

## Designación y nombre
Designado provisionalmente como 1985 XA. Fue nombrado por la matemática y astrónoma Simone Dumont (n. 1924) de Meudon quien ha estudiado las estrellas T Tauri, las galaxias activas, la transferencia radiativa y la historia de la astronomía. Modesta y discreta, fue redactora de L'Astronomie durante varios años.

## Características orbitales
Dumont está situado a una distancia media del Sol de 1,905 ua, pudiendo alejarse hasta 2,001 ua y acercarse hasta 1,809 ua. Su excentricidad es 0,050 y la inclinación orbital 24,871 grados. Emplea 960,44 días en completar una órbita alrededor del Sol.
Pertenece a la familia de asteroides de (434) Hungaria.

## Características físicas
La magnitud absoluta de Dumont es 14,79. Tiene 2,899 km de diámetro y su albedo se estima en 0,365.